# Film Noir (album)
Film Noir è un album in studio della cantante statunitense Carly Simon, pubblicato nel 1997.

## Tracce
1. You Won't Forget Me (Kermi Goel, F. Speilman) — 2:52
2. Ev'ry Time We Say Goodbye (Cole Porter) — 4:33
3. Lili Marlene (M. David, Norbert Schultze, H. Leip) — 3:41
4. Last Night When We Were Young (Edgar Yip Harburg, Harold Arlen) — 4:42
5. Spring Will Be a Little Late This Year (Frank Loesser) — 3:34
6. Film Noir (Jimmy Webb, Carly Simon) — 3:35
7. Laura (Johnny Mercer, David Raksin) — 4:44
8. I'm a Fool to Want You (Frank Sinatra, Joel Herron, John Wolf) — 3:32
9. Fools Coda (Torrie Zito) — 1:13
10. Two Sleepy People (Frank Loesser, Hoagy Carmichael) — 3:37
11. Don't Smoke in Bed (Willard Robison) — 2:54
12. Somewhere in the Night (Josef Myrow, Mack Gordon) — 3:29